# 31982 Johnwallis
31982 Johnwallis è un asteroide della fascia principale. Scoperto nel 2000, presenta un'orbita caratterizzata da un semiasse maggiore pari a 3,1936434 UA e da un'eccentricità di 0,1575429, inclinata di 2,25033° rispetto all'eclittica.